# 조선혁명당

## 결성(1929)
조선혁명당은 1929년 9월 “일본 제국주의를 박멸하여 한국의 절대 독립을 이룬다.”는 강령하에 국민부(國民府)의 정당적 성격을 갖춘 자매기관으로 길림성(吉林省)에서 결성되었다.
출범 당시에는 현익철(玄益哲, 중앙책임비서)·현정경(玄正卿, 정치)·이웅(李雄, 군사)·고이허(高而虛, 조직)·최동오(崔東旿, 외교)·장승언(張承彦, 재무)·김보안(金輔安, 교육)·고할신[高轄信, 일명: 고활신(高豁信), 선전] 등이 간부로 활약하였다.

## 재건(1937)
1935년 민족혁명당(韓國民族革命黨)에 통합되었다가 이탈, 1937년 4월 난징[南京]에서 조선혁명당(지청천)이 재건되었다.

## 해체(1940)
일본군의 중국 본토 점령이 진행됨에 따라 1938년 남경에서 장사로 피난온 조선혁명당과 한국독립당, 그리고 한국국민당이 통합을 위하여 논의를 하였으나 이루지 못하였다. 1940년 5월 중경으로 옮겨온 후 3당이 한국독립당의 이름으로 합당하였다.